# Llista d'asteroides/67701–67800
| Nom     | Designació provisional | Data de descobriment | Lloc de descobriment | Descobridor/s  |
| ------- | ---------------------- | -------------------- | -------------------- | -------------- |
| 67701 - | 2000 TP10              | 1 d'octubre, 2000    | Socorro              | LINEAR         |
| 67702 - | 2000 TD14              | 1 d'octubre, 2000    | Socorro              | LINEAR         |
| 67703 - | 2000 TU15              | 1 d'octubre, 2000    | Socorro              | LINEAR         |
| 67704 - | 2000 TS21              | 1 d'octubre, 2000    | Socorro              | LINEAR         |
| 67705 - | 2000 TY21              | 2 d'octubre, 2000    | Socorro              | LINEAR         |
| 67706 - | 2000 TR26              | 2 d'octubre, 2000    | Socorro              | LINEAR         |
| 67707 - | 2000 TD28              | 3 d'octubre, 2000    | Socorro              | LINEAR         |
| 67708 - | 2000 TO34              | 6 d'octubre, 2000    | Anderson Mesa        | LONEOS         |
| 67709 - | 2000 TE40              | 1 d'octubre, 2000    | Socorro              | LINEAR         |
| 67710 - | 2000 TO67              | 2 d'octubre, 2000    | Socorro              | LINEAR         |
| 67711 - | 2000 UB                | 18 d'octubre, 2000   | Bisei SG Center      | BATTeRS        |
| 67712 - | 2000 UG                | 21 d'octubre, 2000   | BATTeRS              |                |
| 67713 - | 2000 UF1               | 22 d'octubre, 2000   | Ondřejov             | L. Šarounová   |
| 67714 - | 2000 UC2               | 22 d'octubre, 2000   | Višnjan Observatory  | K. Korlević    |
| 67715 - | 2000 UM3               | 24 d'octubre, 2000   | Socorro              | LINEAR         |
| 67716 - | 2000 UQ7               | 24 d'octubre, 2000   | Socorro              | LINEAR         |
| 67717 - | 2000 UA8               | 24 d'octubre, 2000   | Socorro              | LINEAR         |
| 67718 - | 2000 UQ9               | 24 d'octubre, 2000   | Socorro              | LINEAR         |
| 67719 - | 2000 UY10              | 25 d'octubre, 2000   | Socorro              | LINEAR         |
| 67720 - | 2000 UQ11              | 26 d'octubre, 2000   | Bisei SG Center      | BATTeRS        |
| 67721 - | 2000 US14              | 25 d'octubre, 2000   | Socorro              | LINEAR         |
| 67722 - | 2000 UE15              | 25 d'octubre, 2000   | Socorro              | LINEAR         |
| 67723 - | 2000 UQ15              | 27 d'octubre, 2000   | Kitt Peak            | Spacewatch     |
| 67724 - | 2000 UP16              | 29 d'octubre, 2000   | Fountain Hills       | C. W. Juels    |
| 67725 - | 2000 UU16              | 29 d'octubre, 2000   | Socorro              | LINEAR         |
| 67726 - | 2000 UP17              | 24 d'octubre, 2000   | Socorro              | LINEAR         |
| 67727 - | 2000 UH23              | 24 d'octubre, 2000   | Socorro              | LINEAR         |
| 67728 - | 2000 UN23              | 24 d'octubre, 2000   | Socorro              | LINEAR         |
| 67729 - | 2000 UQ23              | 24 d'octubre, 2000   | Socorro              | LINEAR         |
| 67730 - | 2000 UX23              | 24 d'octubre, 2000   | Socorro              | LINEAR         |
| 67731 - | 2000 UJ25              | 24 d'octubre, 2000   | Socorro              | LINEAR         |
| 67732 - | 2000 UA26              | 24 d'octubre, 2000   | Socorro              | LINEAR         |
| 67733 - | 2000 UC26              | 24 d'octubre, 2000   | Socorro              | LINEAR         |
| 67734 - | 2000 UE26              | 24 d'octubre, 2000   | Socorro              | LINEAR         |
| 67735 - | 2000 UH26              | 24 d'octubre, 2000   | Socorro              | LINEAR         |
| 67736 - | 2000 UD28              | 25 d'octubre, 2000   | Socorro              | LINEAR         |
| 67737 - | 2000 UN28              | 25 d'octubre, 2000   | Socorro              | LINEAR         |
| 67738 - | 2000 UB29              | 29 d'octubre, 2000   | Kitt Peak            | Spacewatch     |
| 67739 - | 2000 UV29              | 25 d'octubre, 2000   | Socorro              | LINEAR         |
| 67740 - | 2000 UJ30              | 29 d'octubre, 2000   | Kitt Peak            | Spacewatch     |
| 67741 - | 2000 UZ33              | 30 d'octubre, 2000   | Desert Beaver        | W. K. Y. Yeung |
| 67742 - | 2000 UP34              | 24 d'octubre, 2000   | Socorro              | LINEAR         |
| 67743 - | 2000 UK35              | 24 d'octubre, 2000   | Socorro              | LINEAR         |
| 67744 - | 2000 UE38              | 24 d'octubre, 2000   | Socorro              | LINEAR         |
| 67745 - | 2000 UT39              | 24 d'octubre, 2000   | Socorro              | LINEAR         |
| 67746 - | 2000 UG40              | 24 d'octubre, 2000   | Socorro              | LINEAR         |
| 67747 - | 2000 UF43              | 24 d'octubre, 2000   | Socorro              | LINEAR         |
| 67748 - | 2000 UJ45              | 24 d'octubre, 2000   | Socorro              | LINEAR         |
| 67749 - | 2000 UZ46              | 24 d'octubre, 2000   | Socorro              | LINEAR         |
| 67750 - | 2000 UN47              | 24 d'octubre, 2000   | Socorro              | LINEAR         |
| 67751 - | 2000 UF48              | 24 d'octubre, 2000   | Socorro              | LINEAR         |
| 67752 - | 2000 UK48              | 24 d'octubre, 2000   | Socorro              | LINEAR         |
| 67753 - | 2000 UQ48              | 24 d'octubre, 2000   | Socorro              | LINEAR         |
| 67754 - | 2000 UF49              | 24 d'octubre, 2000   | Socorro              | LINEAR         |
| 67755 - | 2000 US49              | 24 d'octubre, 2000   | Socorro              | LINEAR         |
| 67756 - | 2000 UP50              | 24 d'octubre, 2000   | Socorro              | LINEAR         |
| 67757 - | 2000 UA52              | 24 d'octubre, 2000   | Socorro              | LINEAR         |
| 67758 - | 2000 UF55              | 24 d'octubre, 2000   | Socorro              | LINEAR         |
| 67759 - | 2000 UW55              | 24 d'octubre, 2000   | Socorro              | LINEAR         |
| 67760 - | 2000 UY57              | 25 d'octubre, 2000   | Socorro              | LINEAR         |
| 67761 - | 2000 UM60              | 25 d'octubre, 2000   | Socorro              | LINEAR         |
| 67762 - | 2000 UA61              | 25 d'octubre, 2000   | Socorro              | LINEAR         |
| 67763 - | 2000 UU61              | 25 d'octubre, 2000   | Socorro              | LINEAR         |
| 67764 - | 2000 UH62              | 25 d'octubre, 2000   | Socorro              | LINEAR         |
| 67765 - | 2000 UM62              | 25 d'octubre, 2000   | Socorro              | LINEAR         |
| 67766 - | 2000 UH65              | 25 d'octubre, 2000   | Socorro              | LINEAR         |
| 67767 - | 2000 UC66              | 25 d'octubre, 2000   | Socorro              | LINEAR         |
| 67768 - | 2000 UY66              | 25 d'octubre, 2000   | Socorro              | LINEAR         |
| 67769 - | 2000 UG67              | 25 d'octubre, 2000   | Socorro              | LINEAR         |
| 67770 - | 2000 UD72              | 25 d'octubre, 2000   | Socorro              | LINEAR         |
| 67771 - | 2000 UJ74              | 29 d'octubre, 2000   | Socorro              | LINEAR         |
| 67772 - | 2000 UZ77              | 24 d'octubre, 2000   | Socorro              | LINEAR         |
| 67773 - | 2000 UM79              | 24 d'octubre, 2000   | Socorro              | LINEAR         |
| 67774 - | 2000 UO79              | 24 d'octubre, 2000   | Socorro              | LINEAR         |
| 67775 - | 2000 US80              | 24 d'octubre, 2000   | Socorro              | LINEAR         |
| 67776 - | 2000 UX80              | 24 d'octubre, 2000   | Socorro              | LINEAR         |
| 67777 - | 2000 UH81              | 24 d'octubre, 2000   | Socorro              | LINEAR         |
| 67778 - | 2000 UT81              | 24 d'octubre, 2000   | Socorro              | LINEAR         |
| 67779 - | 2000 UU81              | 24 d'octubre, 2000   | Socorro              | LINEAR         |
| 67780 - | 2000 US84              | 31 d'octubre, 2000   | Socorro              | LINEAR         |
| 67781 - | 2000 UC85              | 31 d'octubre, 2000   | Socorro              | LINEAR         |
| 67782 - | 2000 UW85              | 31 d'octubre, 2000   | Socorro              | LINEAR         |
| 67783 - | 2000 UJ89              | 31 d'octubre, 2000   | Socorro              | LINEAR         |
| 67784 - | 2000 UV89              | 31 d'octubre, 2000   | Socorro              | LINEAR         |
| 67785 - | 2000 UM91              | 25 d'octubre, 2000   | Socorro              | LINEAR         |
| 67786 - | 2000 UX94              | 25 d'octubre, 2000   | Socorro              | LINEAR         |
| 67787 - | 2000 UD95              | 25 d'octubre, 2000   | Socorro              | LINEAR         |
| 67788 - | 2000 UR95              | 25 d'octubre, 2000   | Socorro              | LINEAR         |
| 67789 - | 2000 UD97              | 25 d'octubre, 2000   | Socorro              | LINEAR         |
| 67790 - | 2000 UG100             | 25 d'octubre, 2000   | Socorro              | LINEAR         |
| 67791 - | 2000 UP100             | 25 d'octubre, 2000   | Socorro              | LINEAR         |
| 67792 - | 2000 UD102             | 25 d'octubre, 2000   | Socorro              | LINEAR         |
| 67793 - | 2000 UE102             | 25 d'octubre, 2000   | Socorro              | LINEAR         |
| 67794 - | 2000 UZ103             | 25 d'octubre, 2000   | Socorro              | LINEAR         |
| 67795 - | 2000 UC104             | 25 d'octubre, 2000   | Socorro              | LINEAR         |
| 67796 - | 2000 UP104             | 25 d'octubre, 2000   | Socorro              | LINEAR         |
| 67797 - | 2000 UT106             | 30 d'octubre, 2000   | Socorro              | LINEAR         |
| 67798 - | 2000 UD109             | 31 d'octubre, 2000   | Socorro              | LINEAR         |
| 67799 - | 2000 UT109             | 31 d'octubre, 2000   | Socorro              | LINEAR         |
| 67800 - | 2000 UZ109             | 31 d'octubre, 2000   | Socorro              | LINEAR         |